# Aardbeving Verviers 1692
De aardbeving bij Verviers vond plaats op 18 september 1692 om 14.15 uur. Het was de sterkste aardbeving die ooit in België is waargenomen en tevens een van de grootste bekende aardbevingen in West-Europa.

## Gebeurtenissen
Het epicentrum van deze krachtige aardbeving lag bij Verviers, in die tijd een van de 23 Goede Steden in het Prinsbisdom Luik. De sterkte wordt geschat op 6,3 op de schaal van Richter, met een geschatte maximale intensiteit van ruim VII op de 12-delige Schaal van Mercalli. Historische beschrijvingen over zware beschadigingen aan huizen, de kerk en het kasteel in Soiron wijzen mogelijk op een hogere intensiteit van VIII op de Mercalli-schaal of IX op de Europese macroseismische schaal (EMS-98).
De aardbeving veroorzaakte schade in geheel België, in delen van Nederland, het Duitse Rijnland, de champagnestreek in Frankrijk en in het Engelse graafschap Kent. In Roermond stortten de gewelven van de Minderbroederskerk in. Christiaan Huygens beschreef de aardbeving zoals hij die voelde op zijn buiten in Hofwijck: "De stenen vloer waarop ik stond werd enigszins opgetild, en zakte weer in, en dat enige malen gedurende ongeveer tien of twaalf seconden." De top van de toren van Rolduc stortte in en de gewelven vertoonden na deze schokken scheuren. In 1692 schreef de abt van de Norbertijnenabdij van Ninove in zijn dagboek: "Op 18 september heeft de aarde aanzienlijk gebeefd in gans België, Frankrijk, Holland en verder. Hierdoor ontstond er veel schade. De 20ste en 28ste dezer herbegon de aardbeving, doch men heeft ze minder aangevoeld, want ze was van kortere duur". Ook Joannes Damen Portmans, toenmalig pastoor van de Parochie van de H.H. Fabianus en Sebastianus te Sevenum, adresseerde de aardbeving middels de volgende aantekening achterin de Catalogus Mortuorum (Register van Overledenen): "In het jaar 1692 op het feest van Thomas van Villenova, 18 september, was er een grote aardbeving, zozeer dat de huizen door de beving schudden. Dat getuig ik J Damen Portmans."